# Wachtstierstal
Na dat een stier is ingezet als proefstier duurt het nog 3,5 - 4 jaar voordat de fokwaarden van de stier bekend zijn. In die tijd staat de stier in wacht in de wachtstierstal.
Als de fokwaarden goed zijn, komt de stier op de stierkaart en gaat deze naar een fokstierstal. Zijn ze slechter, dan gaat de stier naar de slager.